# Lista de empresas ferroviárias de São Paulo (estado)

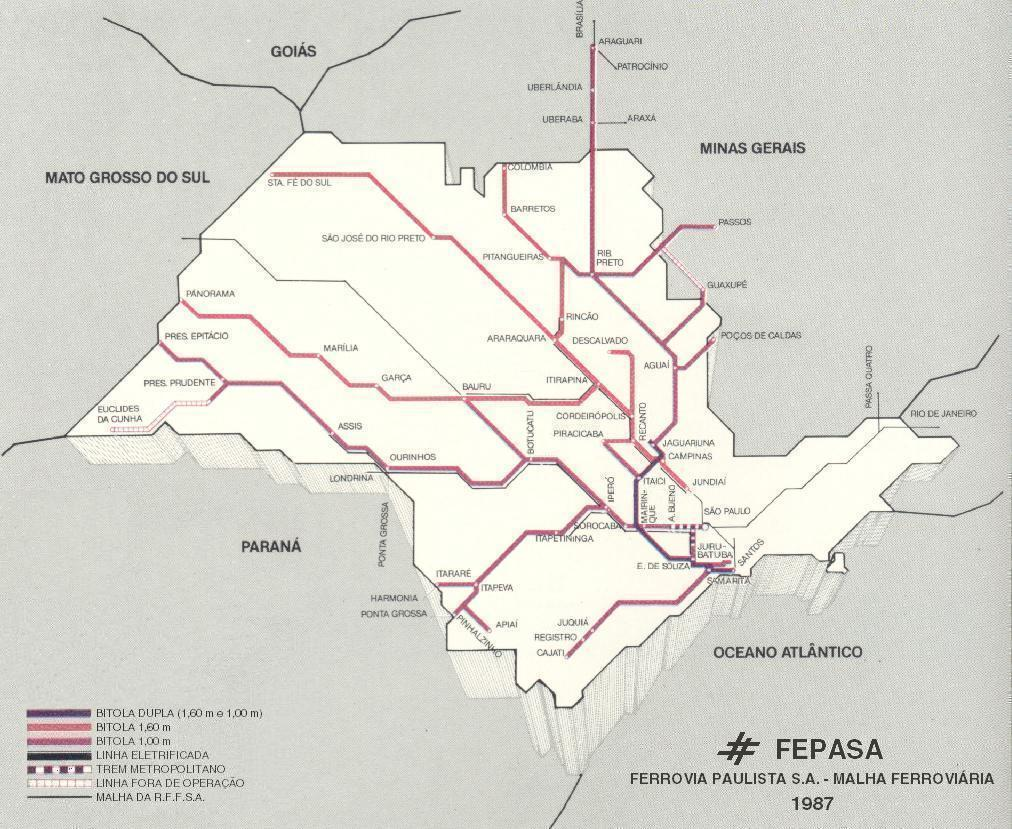
Malha ferroviária paulista (1987).

Lista de empresas ferroviárias que atualmente estão em operação ou já existiram no estado de São Paulo.

## Lista
- ABPF - Associação Brasileira de Preservação Ferroviária
- ALL - América Latina Logística
- ANPF - Associação Nacional de Preservação Ferroviária
- BF - Brasil Ferrovias S.A.
- CCAF - Companhia Carril Agrícola Funilense
- CDS - Companhia Docas de Santos
- CEFD - Companhia Estrada de Ferro do Dourado
- CMSP - Companhia do Metropolitano de São Paulo
- CMEF - Companhia Mogiana de Estradas de Ferro
- CPEF - Companhia Paulista de Estradas de Ferro
- CPTM - Companhia Paulista de Trens Metropolitanos
- CRFRP - Companhia Ramal Férreo do Rio Pardo
- CYEF - Companhia Ytuana de Estradas de Ferro
- EFA - Estrada de Ferro Araraquara
- EFB - Estrada de Ferro do Bananal
- EFBB - Estrada de Ferro Barra Bonita
- EFB - Estrada de Ferro Bragantina
- EFCJ - Estrada de Ferro Campos do Jordão
- EFCB - Estrada de Ferro Central do Brasil
- EFD - Estrada de Ferro Dumont
- EFI - Estrada de Ferro Itatibense
- EFJ - Estrada de Ferro Juquery
- EFLP - Estrada de Ferro Lorena-Piquete
- EFMA - Estrada de Ferro Monte Alto
- EFMR - Estrada de Ferro Minas e Rio
- EFN - Estrada de Ferro do Norte
- EFOSP - Estrada de Ferro Oeste de São Paulo
- EFPP - Estrada de Ferro Perus-Pirapora
- EFRB - Estrada de Ferro Resende-Bocaina
- EFSR - Estrada de Ferro Santa Rita
- EFSJ - Estrada de Ferro Santos a Jundiaí
- EFSPM - Estrada de Ferro São Paulo-Minas
- EFSPG - Estrada de Ferro São Paulo-Goiás
- EFS - Estrada de Ferro Sorocabana
- FCA - Ferrovia Centro-Atlântica S.A.
- FEPASA - Ferrovia Paulista S.A.
- FERROBAN - Ferrovia Bandeirantes S.A.
- FSA - Ferrovia Sul Atlântico S.A.
- MRS - MRS Logística S.A.
- NOVOESTE - Novoeste S.A.
- RUMO - Rumo Logística
- SPR - São Paulo Railway
- SSPR - Southern San Paulo Railway
- TC - Tramway da Cantareira
- TG - Tramway do Guarujá
- TSA - Tramway de Santo Amaro
- VFCJ - Viação Férrea Campinas-Jaguariúna
- VLT - VLT de Campinas
- VLT - VLT da Baixada Santista